# Borkum
Borkum é uma ilha e cidade da Alemanha localizada no distrito de Leer, estado de Baixa Saxônia. É a ilha mais ocidental da Alemanha. Era, na Antiguidade, conhecida por Fabária.